# Objetos perdidos

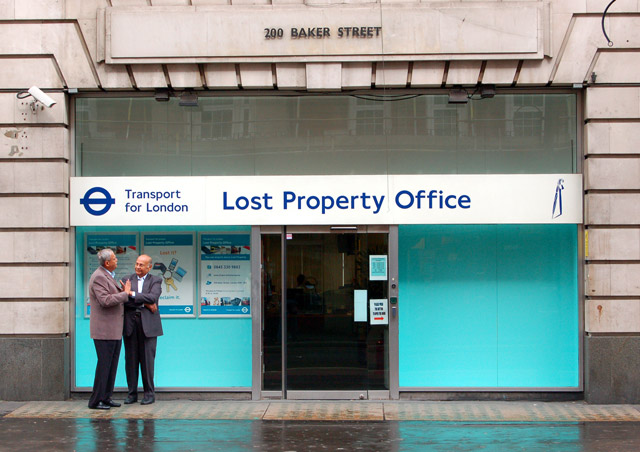
Oficina de objetos perdidos de los Transportes de Londres (TFL). En inglés, lost & found.

Objetos perdidos (en España) u objetos extraviados (en México) es el departamento de un edificio público o área donde las personas pueden ir a recuperar artículos perdidos que otros hayan encontrado. Estas oficinas se encuentran con frecuencia en museos, parques de atracciones, escuelas... el departamento de objetos perdidos se ubica normalmente cerca de la entrada principal.
Algunas oficinas de objetos perdidos intentarán contactar a los propietarios de los artículos perdidos si hay identificaciones personales disponibles. Prácticamente todas las oficinas de objetos perdidos venden, donan o tiran los artículos extraviados tras un cierto período para despejar su almacenamiento.

## Historia
En Japón, el sistema de propiedad de objetos perdidos data de un código escrito en el año 718 d. C. La primera oficina moderna de objetos perdidos se organizó en París en el 1805. Napoleón ordenó a su prefecto de policía que la estableciera como un lugar centralizado «para recoger todos los objetos encontrados en las calles de París», según Jean-Michel Ingrandt, quien fue nombrado director de la oficina en 2001. Sin embargo, no fue hasta 1893 que Louis Lépine, entonces prefecto de la policía, organizó esfuerzos para localizar activamente a los propietarios de artículos perdidos.

## Organización
Las oficinas de objetos perdidos en grandes organizaciones pueden manejar una gran y variada colección de artículos. El transporte para las oficinas de propiedad perdida de Londres (que manejan artículos perdidos en los autobuses, taxis y metro de la ciudad) maneja más de 130.000 artículos al año, incluyendo 24.000 bolsas y 10.000 teléfonos móviles. Entre los artículos más peculiares que se han entregado se incluyen un vestido de novia, cenizas en una urna, un reloj de caja larga, un fregadero de cocina y varias sillas de ruedas.
Otras organizaciones grandes pueden carecer de un departamento central de objetos perdidos, pero tienen varias oficinas adscritas a diferentes unidades administrativas. Este es el caso, por ejemplo, en la Universidad de Illinois, donde las diferentes unidades del campus tienen oficinas distintas y diferentes políticas no oficiales de retención y resolución (reglas sobre cuánto tiempo guardar los artículos y qué hacer con ellos una vez que haya expirado ese período). Además de tales oficinas distribuidas, también podría existir una oficina entre unidades; refiriéndose nuevamente a la Universidad de Illinois, esta unidad multifuncional descansa en la Policía del Campus (División de Seguridad Pública).

## Computización
Algunos sistemas de archivos contienen un directorio especial, llamado «lost+found» en Unix, donde un sistema de archivos verifica los archivos perdidos y potencialmente dañados cuando no se puede determinar la ubicación correcta, por lo que requiere la intervención manual del usuario.